# Blitzsynchronanschluss

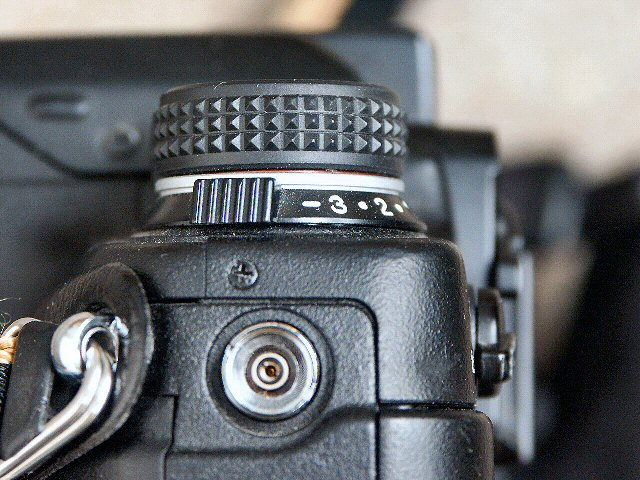
Blitzsynchronanschluss an der Minolta Dynax 9

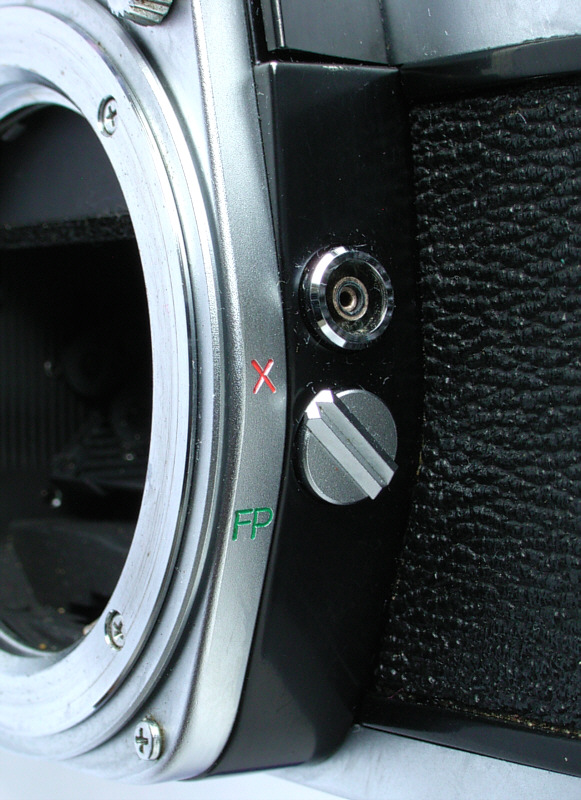
Blitzsynchronanschluss mit umschaltbarer Auslösemethode

Als Blitzsynchronanschluss (auch:  PC-Blitzsynchronanschluss, Prontor-Compur-Synchronanschluss, Synchronbuchse,  Synchronanschluss) bezeichnet man eine standardisierte Anschlussbuchse an Fotoapparaten, an die systemfremde Blitzgeräte oder Blitzanlagen  angeschlossen werden. Der Blitzsynchronanschluss ist unter der ISO-Norm 519 standardisiert.

## Technik
An die Synchronbuchse wird ein Synchronkabel angeschlossen, das wiederum mit dem Blitzgerät verbunden ist; der Anschluss ist unabhängig von der Polung des Zündstromkreises. Beim Blitzbetrieb über die Synchronbuchse gehen kameraspezifische Blitzsteuerungsfunktionen wie Einschalt- und Blitzbereitschaftssignal, automatische Umschaltung auf Synchronzeit, TTL-Automatik oder Blitzbestätigung verloren, die bei einem an den Blitzschuh angeschlossenes Systemblitzgerät zur Verfügung stehen. Im Gegensatz zum Mittenkontakt-Blitzschuh, der nahezu ausschließlich mit der sogenannten X-Synchronisation arbeitet, bieten manche Kameras an der Synchronbuchse an unterschiedliche Blitzgeräte anpassbare Synchronisationsmethoden an.

## Geschichte
Ein Blitzsynchronanschluss gehörte bis zur Einführung des Standard-Mittenkontakt-Blitzschuhs bei den meisten Kameras zur Standardausstattung, die Verwendung ging jedoch rasch zurück und wurde in der Regel nur noch bei höherwertigen Kameras, insbesondere Spiegelreflexkameras und in der Studiofotografie verwendet. Kompakte Digitalkameras und digitale Spiegelreflexkameras der Einsteigerklasse haben meist keine Synchronbuchse. 
Manche ältere Kameras wie die Contax IIa und Contax IIIa verfügten zu Anfang nur über einen nicht genormten Synchronanschluss für Blitzgeräte. Ebenfalls verwendeten manche Sofortbildkameras und sehr einfache Rollfilmkameras abweichende Synchronanschlüsse.

## Anwendungshinweise
Zur Blitzsteuerung über den Synchronanschluss sollte die Kamera in den manuellen Modus geschaltet werden; zur Blitzsynchronisation muss eine Verschlusszeit eingesteuert werden, die länger ist als die Blitzsynchronzeit der Kamera. Beim Anschluss älterer Blitzgeräte an elektronisch gesteuerte Kameras, gleichgültig ob digital oder filmbasiert, ist darauf zu achten, dass das Blitzgerät eine sogenannte Niederspannungszündung aufweist, da die Kameraelektronik andernfalls zerstört werden kann.
Alternativ zum Anschluss über ein Synchronkabel kann ein Studioblitz auch drahtlos über Funk oder eine Fotozelle bzw. eine Fotodiode ausgelöst und gesteuert werden, sofern die Kamera über ein eingebautes Blitzgerät verfügt, ein Systemblitzgerät angeschlossen ist oder die Blitzanlage ein entsprechendes Steuergerät mitbringt.